# Обласна універсальна наукова бібліотека імені Дмитра Чижевського
Обласна універсальна наукова бібліотека імені Д. І. Чижевського (ОУНБ) — книгозбірня в Кропивницькому, одна з найстаріших в Україні, найбільша в регіоні, має універсальний фонд на традиційних і новітніх носіях, зберігає колекції цінних і рідкісних видань, є депозитарієм видань краєзнавчого характеру.

## Історія

### Перші роки
Обласна універсальна наукова бібліотека імені Д. І. Чижевського веде свою історію від першої Єлисаветградської громадської бібліотеки, відкритої 2 лютого (15 лютого) 1899 року.
У період І Світової війни та подій 1917—1918 років роль бібліотеки у житті міста утвердилася, головним чином через зростання інтересу до періодичних видань, які відображали тогочасні події. У 20-ті роки громадська бібліотека була перетворена на Єлисаветградську округову центральну бібліотеку, якій у 1926 році присвоїли ім'я Н. К. Крупської.
Після утворення Кіровоградської області у 1939 році бібліотека почала функціонувати як обласний заклад. В роки Другої світової війни бібліотека особливо постраждала, фашисти пограбували, знищили каталоги і бібліотечне обладнання.

### 1950—1980-ті
У 1950-х роках бібліотека виконувала функцію культурно — ідеологічного закладу, отримувала всесоюзний обов'язковий примірник документів. Ознакою 1960-х років було послаблення цензури в кіно, мистецтві, літературі, бібліотека відкривала читачам нові імена, знайомила їх з творчістю найкращих письменників, поетів, літературознавців. Вагомою подією для бібліотеки початку 80-х років стало будівництво та переїзд до нового, спеціально збудованого приміщення бібліотеки на вулиці К. Маркса, 24.
У 1980-х роках обласна бібліотека почала розвивати міжнародні зв'язки із соціалістичними країнами, відкривались нові клуби, організовувались літературні вечори. Переломні 1990-ті роки були складними і в житті держави, і в житті бібліотеки, яка працювала в тяжких умовах кризового стану економіки, не отримувала коштів на комплектування та підтримку інфраструктури.

### 1990-ті
У 1993 році бібліотека отримала нове ім'я — видатного земляка, відомого у світі славіста, філософа, вченого-енциклопедиста, академіка Дмитра Івановича Чижевського. Основний історичний зміст 1990-х років — глобальні перетворення. Перші бібліотечні проєкти, введення автоматизованих технологій з обробки та опису документів; створення електронного каталогу бібліотеки; відкриття бібліотечного вебсайту http://library.kr.ua — дозволили бібліотеці не лише вижити, але й еволюціонувати в установу нового типу, яка має партнерські зв'язки з владою, потрібна громаді.
Особливістю сучасного етапу розвитку ОУНБ є робота в умовах двох технологій — традиційної і комп'ютерної. Щороку бібліотека запроваджує багато новітніх процесів і технологій, спрямованих на підвищення якості обслуговування користувачів. Серед останніх:
- проєкт щодо створення регіонального інформаційного кооперативного ресурсу — Кіровоградський Регіональний Кооперативний Каталог, у поповненні якого беруть участь 14 бібліотек області на чолі з ОУНБ імені Д. І. Чижевського;
- корпоративний БЛОГ бібліотеки, мета якого — залучення віртуальних користувачів до наповнення контенту і подальше підсилення веб-технологій за рахунок колективного Розуму;
- послуга — канал новин у форматі RSS, призначений для розповсюдження новин, анонсів статей, змін на сайті;
- здійснено черговий крок у розширенні Інтернет-сервісів для користувачів — у межах будівлі бібліотеки, на всіх поверхах запроваджено бездротовий доступ до мережі Інтернет за технологією Wi-Fi.

Бібліотека здійснює широку міжнародну співпрацю в галузі бібліотечної справи, підтримує зв'язки з бібліотеками різних країн та міжнародних професійних організацій через спільні проєкти, угоди про співпрацю, науково-практичні конференції тощо.
Завдяки реалізації низки інноваційних проєктів, у тому числі міжнародних, ОУНБ імені Д. І. Чижевського має 120 сучасних комп'ютерів, активно діють Центр європейської інформації, Інформаційно-консультативний гендерний центр, канадсько-український бібліотечний центр, «Вікно в Америку», «Інтерсвіт» (для людей з вадами зору) та інші інформаційно-ресурсні центри, які користуються широкою популярністю серед громадян обласного центру.

### 2000—донині
Від 2008 року бібліотека видає щорічний науково-методичний збірник «Бібліотечна орбіта Кіровоградщини», довідково-бібліографічні покажчики про видатних постатей краю (С.Барабаш, О.Жовну та ін.). Серія проєктів завершилася виданням компакт-дисків: «Автограф війни», «Голоси з війни», «Єлисаветградський абрис Якова Паученка», «Єлисаветградський абрис: персони українського театру», які є унікальними документами з історії краю.
За інноваційну діяльність колектив бібліотеки нагороджено Почесною грамотою Кабінету Міністрів України (2003 р.), бібліотека стала переможцем у Всеукраїнському конкурсі «Бібліотека року — 2009» та отримала Диплом першого ступеня Української бібліотечної асоціації (2009 р.), обласну краєзнавчу премію імені В. Ястребова (2010 р.).
У 2011 році з нагоди 20-ї річниці незалежності України колектив бібліотеки нагороджений найвагомішою почесною відзнакою області — «Честь і слава Кіровоградщини». За довгі роки змінювався статус бібліотеки, розширювалася сфера її впливу, але завжди вона залишалася головною публічною бібліотекою Кіровоградщини.

## Структура
У Бібліотеці 20 структурних підрозділів, що розподілені як відділи обслуговування користувачів і відділи, які забезпечують виробничі, технологічні процеси, що допомагають здійснювати свої функції відділам обслуговування.
Сектор реєстрації
Здійснює реєстрацію та перереєстрацію користувачів. Тут можна отримати інформацію про основні правила користування бібліотекою, режим роботи відділів, про заходи і послуги бібліотеки.
Інтернет-центр
Розпочав роботу у 2003 році за сприяння Програми Посольства США в Україні «Інтернет для читачів публічних бібліотек». Тут можна скористатися швидкісним Інтернетом за допомогою сучасних потужних персональних комп'ютерів та отримати кваліфіковану допомогу від бібліотекарів-консультантів щодо навігації у всесвітній мережі. Для користувачів проводяться тренінги по навчанню роботи в мережі Інтернет. Інтернет-центр дає можливість необмеженого доступу до інформації, сприяє створенню відкритого суспільства.
Відділ міського абонемента
Один з найпопулярніших відділів в бібліотеці, який обслуговує усі категорії користувачів. Це єдиний відділ, де книги й журнали видаються користувачам додому, фонд відділу налічує близько 45 тисяч примірників з різних галузей знань. Частину фонду (близько 1000 примірників) складає медіа-фонд, до якого входять документи на CD, DVD-дисках. Це переважно енциклопедії, реферати та курсові роботи, документи популярного та розважального характеру, аудіокниги. У своїй роботі відділ застосовує різні форми інформування користувачів: тематичні виставки літератури, відкриті перегляди новинок, презентації окремих видань з участю авторів. Дорослі мають змогу добирати книги, а їхні діти з задоволенням проводять час з іграшками у дитячому куточку. Понад 10 років при відділі існує фонд підвищеного попиту, який становить понад 1000 примірників, це новинки української та закордонної художньої літератури, найновіші підручники з різних галузей знань та інші.
Відділ мистецтв
Не лише комплексний підрозділ бібліотеки, а й один із культурно-мистецьких центрів міста та області. Тут зібрані альбоми, книги та журнали, ноти, слайди, колекція грамзаписів, аудіо- та відеоматеріали з усіх видів мистецтва — загалом 8907 документів на нетрадиційних носіях. Для користувачів — бібліографічний пошук, фахові консультації, прослуховування і запис музики, знайомство з виставками професійних художників та народних майстрів, проведення майстер-класів, лекцій, концертів, вистав. Кожної п'ятниці уже понад 30 років працює кіноклуб «Екран», який демонструє найкращі зразки інтелектуального кіно.
Відділ документів іноземними мовами
Зберігає документи 43-ма мовами світу. Англійська, німецька, французька мови представлені книжками з усіх галузей знань. Інші мови — енциклопедіями, підручниками, словниками. Завдяки спільним бібліотечним проєктам у фонд відділу надійшла велика кількість книг та документів у електронному вигляді з США, Великої Британії, Німеччини, Канади, Японії та Франції. Давніми та надійними партнерами відділу є Гете інститут, Бібліотека Конгресу США, Британська Рада в Україні, фундація «Сейбр-Світло». Користувачі відділу активно використовують комп'ютерну та копіювальну техніку, здійснюють пошук інформації в Інтернет, мають можливість переглядати навчальні та художні фільми мовою оригіналу, брати участь у безкоштовних клубах з вивчення іноземних мов.
Відділ рідкісних та цінних документів
Має у фондах понад 17 тисяч видань. Це рукописи давньослов'янською мовою XV століття, стародруки І. Федорова, П. Мстиславця, видання Києво-Печерської друкарні з численним рукописними маргіналіями. Основу фонду складають книги Єлисаветградської публічної бібліотеки. У відділі зберігаються книги із приватних бібліотек польського композитора Кароля Шимановського, генерала О. Самсонова, письменника В.Винниченка, філософа Д. Чижевського, а також колекція О. Ільїна, дореволюційні періодичні видання, колекція мініатюрних видань, сучасні шедеври поліграфічного мистецтва.
Відділ документів з питань економіки, виробництва та природничих наук
Забезпечує інформаційні потреби користувачів на наукову, виробничу, довідкову, навчальну літературу з питань економіки, техніки, сільського господарства, дизайну, інтер'єру, природничих наук, комп'ютерних технологій. Відділ систематично організовує книжкові виставки, ретроспективні перегляди документів, читацькі конференції, круглі столи, фотовиставки, вікторини, майстер-класи, презентації книг за участю авторів.
Відділ інформаційно-бібліографічний
Головний довідково-бібліографічний апарат бібліотеки (каталоги, картотеки, бібліографія, енциклопедії, CD). Відділ дає повне уявлення про фонд бібліотеки і дозволяє вибрати та замовити потрібну інформацію, отримати фактографічну та тематичну довідки (самостійно або з допомогою бібліографа-консультанта). Довідкові, енциклопедичні, бібліографічні видання та CD-диски з різних галузей знань, інфодиски «Законодавство України», ресурси мережі Інтернет максимально задовольняють усі запити. Саме тут розташовані комп'ютери, за допомогою яких користувачі можуть отримати доступ до електронних каталогів та баз даних бібліотеки.
Відділ краєзнавства
Зберігає та розповсюджує різноманітну інформацію з історії, економіки, суспільно-політичного життя, культури та мистецтва Кіровоградщини. Веде пошуково-дослідницьку роботу, підтримує безпосередні зв'язки з місцевими видавничими організаціями, вченими, краєзнавцями, літераторами. Відділом створені та підтримуються бібліографічні бази даних «Краєзнавство», «База даних аналітичних описів газетних статей Кіровоградської області». При відділі діє публічний центр регіональної інформації, який надає можливість ознайомитися з розпорядженнями Кіровоградської обласної державної адміністрації та вісниками обласної ради.
Відділ читальних залів
Об'єднує спеціалізовані сектори: гуманітарних наук; суспільних наук; філософії та права. Один з найбільших і відвідуваних відділів бібліотеки, де представлені книги, довідкові та періодичні видання з питань історії, філософії, психології, права, мовознавства, медицини, літературознавства. Відділ веде велику масову роботу: науково-практичні конференції, літературно-музичні вечори, презентації нових видань.
У структурі бібліотеки є відділи, які не обслуговують користувачів, але забезпечують внутрішні, технологічні процеси.
Відділ комплектування
Основним призначенням працівників якого є формування фонду бібліотеки шляхом систематичного поповнення новими вітчизняними та закордонними документами з усіх галузей знань та на різних носіях інформації. При відділі працює сектор обмінних-резервних фондів, працівники якого виконують роботу по перерозподілу літератури та доукомплектування бібліотек області.
Відділ обробки документів та організації каталогів
Його працівники займаються систематизацією та бібліографічним описом документів, що надходять до бібліотеки, організовують та ведуть систему електронних та карткових каталогів. Одним з перспективних новітніх напрямків робот відділу є створення спеціалізованих каталогів, що дозволяє більш гнучко враховувати інтереси користувачів та суттєво прискорити пошук необхідних видань.
Відділ автоматизації
Розширює та підтримує локальну мережу бібліотеки, здійснює її постійну технічну підтримку; займається придбанням ліцензійного програмного забезпечення, нової техніки, модернізацією та ремонтом того обладнання, яке має бібліотека; підтримує та оновлює сайт бібліотеки; займається адмініструванням САБ «Ірбіс» та електронного каталогу; адмініструє наші кооперативні проєкти ЦУКК та КРКК; створює, разом з відділом рідкісних і цінних документів, електронний музей книги; постійно впроваджує та розвиває нові електронні сервіси на нашому сайті, у тому числі і його соціалізацію за допомогою технології ВЕБ 2.0.
Науково-методичний відділ та сектор соціологічних досліджень
Методичний центр, головною базою передового досвіду та підвищення кваліфікації для бібліотек області різного відомчого підпорядкування, навчальним центром з питань автоматизації не тільки для бібліотек Кіровоградщини, а й бібліотек України. Провідні спеціалісти бібліотеки зосереджують свої зусилля на консультативній і практичній допомозі фахівцям області, організовують проведення регіональних та локальних соціологічних досліджень.

## Інноваційні послуги бібліотеки

### Регіональний тренінговий центр за всеукраїнською програмою «Бібліоміст»
- Навчання бібліотекарів основам комп'ютерної грамотності, ефективному використанню новітніх інформаційних бібліотечних технологій, трансформації бібліотечної діяльності на основі проєктного, кадрового менеджменту та ініціативної діяльності бібліотек;
- організація і проведення тренінгів комп'ютерної грамотності для громадян міста і області;
- розвиток і обмін найкращим досвідом співпраці між бібліотеками та відповідними місцевими громадами з метою заохочення посилення ролі бібліотек у своїх громадах та надання нових бібліотечних послуг для користувачів.

### Канадсько-український бібліотечний центр
- популяризація видань з української історії, культури, літературознавства та мистецтва, друкованих на Заході;
- організація інформаційно-просвітницьких заходів: виставок, презентацій, лекцій, тренінгів, круглих столів, семінарів, екскурсій, спрямованих на покращення поінформованості населення про життя української діаспори в Канаді, взаємозв'язки між народами;
- забезпечення доступу користувачів до інформаційних ресурсів мережі Інтернет з питань української діаспори в Канаді.

### Польський культурний центр
- популяризація документів про польську культуру, суспільно-політичний, економічний статус Польщі;
- наповнення інформаційного стенда про програми взаємодії Польщі з Україною;
- організація інформаційно-просвітницьких заходів: виставок, презентацій, фестивалів, круглих столів, перегляд відеофільмів;
- навчання користувачів польської мови.

### Центр європейської інформації
- підвищення обізнаності громадськості Кіровоградщини про різні аспекти європейської інтеграції;
- формування та поповнення електронної бази даних з питань європейської інтеграції;
- надання консультативної допомоги у пошуку необхідної інформації;
- організація інформаційно-просвітницьких заходів: виставок, презентацій, лекцій, тренінгів, круглих столів, семінарів, днів інформації тощо;
- онлайн консультації через віртуальну довідку.

### Орхуський інформаційний центр
- забезпечення користувачів регіону інформацією з глобальних проблем довкілля;
- підвищення рівня екологічної освіти широких верств населення;
- проведення заходів екологічної тематики: семінарів, круглих столів, виставок, переглядів літератури;
- підготовка інформаційних довідок на запити відвідувачів.

### Інформаційно-ресурсний центр «Вікно в Америку»
- надання інформації про США;
- популяризація культурного, політичного та економічного розмаїття країни;
- проведення інформаційно-просвітницьких заходів для громадян регіону;
- відео-клуб «Кіновівторки» — перегляд та обговорення відеофільмів англійською мовою;
- вивчення англійської мови за допомогою новітніх навчальних та довідкових посібників.

### Обласний інформаційно-консультативний гендерний центр
- проведення інформаційної роботи проти дискримінації за ознакою статі, подолання стереотипів щодо ролі жінок і чоловіків у сім'ї та суспільстві;
- популяризація політики рівних можливостей в соціальному, економічному, політичному і культурному житті України;
- притримання права жінок і чоловіків на отримання якісної своєчасної інформації.

### Юридична клініка
- безкоштовні консультації юриста щочетверга для різних категорій громадян, насамперед малозабезпечених, людей з фізичними обмеженнями, багатодітних та неповних родин.

### Нагороди та відзнаки
- 2002 — Почесна грамота Кабінету Міністрів України,
- 2009 — Почесна грамота Міністерства культури і туризму України,
- 2009 — Почесна грамота Кіровоградської міської Ради.
- 2009 — «Бібліотека року — 2009» — за вагомі досягнення у впровадженні інноваційних технологій від Президії Української бібліотечної асоціації.

Щорічно до Всеукраїнського дня бібліотек бібліотекарям, які мають вагомі досягнення у роботі, вирізняються креативністю, інноваційністю, запроваджують новітні електронні технології, проводять науково — дослідну роботу, реалізують соціальні проєкти надається премія обласної універсальної наукової бібліотеки ім. Д.Чижевського. За період існування премії (з 1998 року) її лауреатами стали 43 наших працівники.

## Фонди бібліотеки

### Склад фондів
Обсяг фондів — понад 775 тисяч одиниць зберігання. Це унікальне зібрання джерел інформації, що включає книги, періодичні та серіальні видання, карти, ноти, та інші образотворчі видання, рукописи, стародруки, документи на нетрадиційних носіях інформації на різних мовах світу. Складові фондів — бібліотечна колекція Олександра Ільїна, книги по мегапроєкту «Пушкинская библиотека», подаровані книги від Канадського Товариства Приятелів України, від Об'єднання поляків Кіровоградщини «Полонія» тощо.
Щорічно до фондів надходить 10—12 тис. документів (книг, брошур, журналів, газет, документів на електронних носіях тощо). Джерелами постачання нових документів є видавництва, книгарні, безплатний обов'язковий примірник документів від місцевих видавництв, передплата періодичних видань, книгообмін, міжнародний книгообмін, дарунки від громадських установ, авторів та спонсорів.
На основі даних, представлених бібліотеками міста, бібліотека щорічно укладає зведений каталог періодичних видань м. Кіровограда та каталог періодичних видань ОУНБ ім. Д. І. Чижевського.

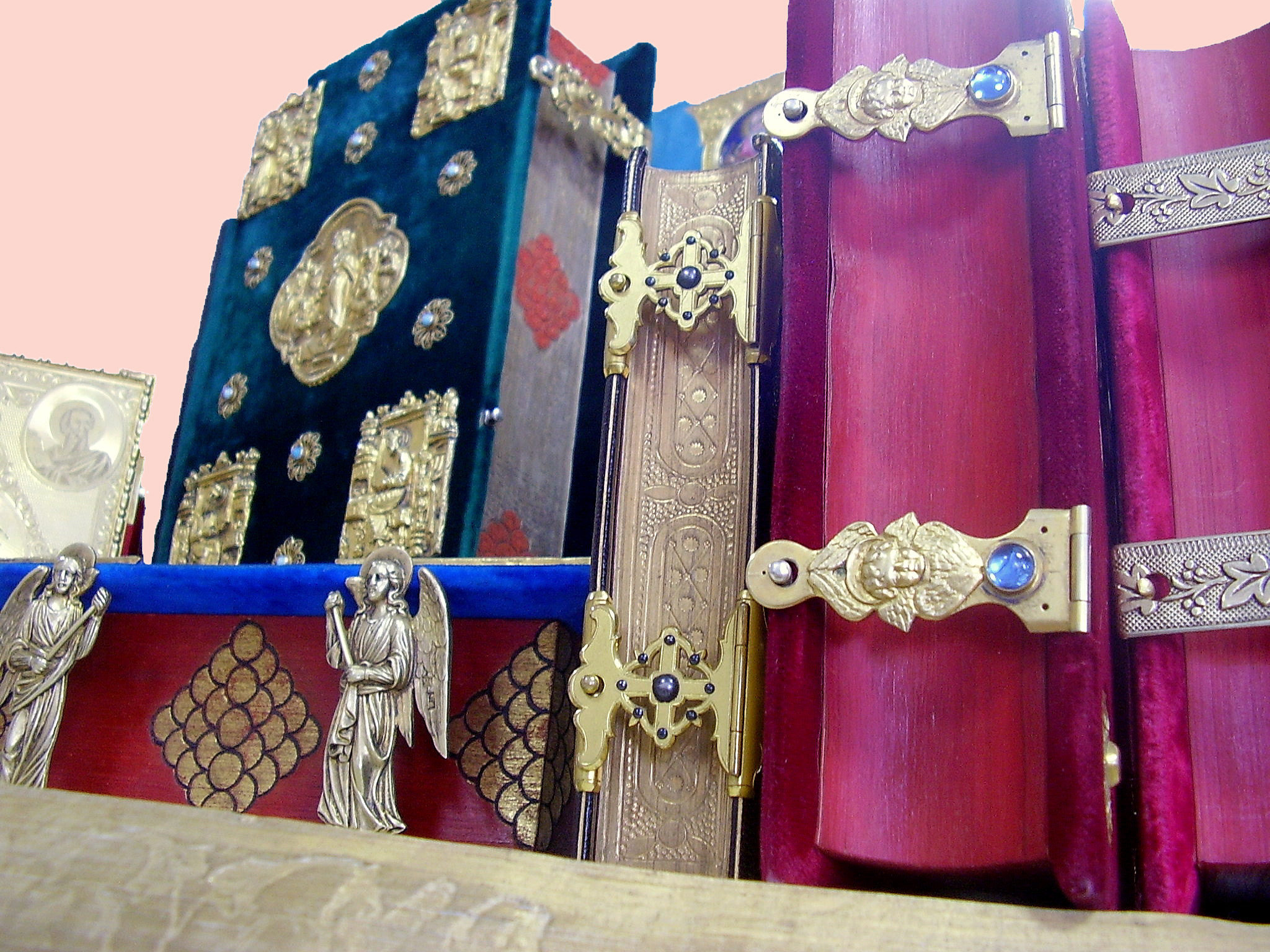
Рідкісні і цінні документи

## Скарби бібліотеки
Перелік окремих рідкісних і цінних видань, що є в зібранні:
- Два аркуші рукопису на пергаменті — XIV століть.
- Рукописні Євангелія сер. XVI століття.
- Острозький Новий Завіт з Псалтирем (1580-81рр. Відомо на сьогодні лише 250 прим. цього видання.
- Видання П. Мстиславця і А. Невежі (XVI століття). Ці книжки рідкісніші за видання І. Федорова.
- Колекція Біблій від І. Федорова до наших днів (в тому числі два прим. т. зв. «Єлисаветинської Біблії (1758 р.), та ін.
- Тріодь цвітна» з маргіналією про дарчий внесок цієї книги у Кирилівський монастир митрополитом Петром Могилою (1632 р).
- Видання друкарні Києво- Печерської лаври XVII—XVIII століть.
- Соборное уложение Алексея Михайловича XVII століття.
- «Євангеліє», подароване імператрицею Єлизаветою Св.-Троїцькій церкві фортеці св. Єлисавети у 1760 році.
- «Описание коронации Елисаветы Петровны» (1744 р.) — найрозкішніше видання XVIII століття.
- «Арифметика» Л. Магницького (1703 р.)
- Рукопис «Размышления о Божественной литургии» М. Гоголя.
- Ймовірні рукописи О. Пушкіна та М. Лермонтова.
- Прижиттєві видання Є. Гребінки, М. Кропивницького, О. Пушкіна, М. Гоголя, Ф. Достоєвського та інших російських та закордонних класиків.

## Обслуговування
Універсальними інформаційними ресурсами користується близько 33 тис. читачів, яким щорічно видається понад 600 тис. документів. Щодня бібліотеку відвідує близько 700 людей.

## Довідково-пошуковий апарат
Основою діяльності бібліотеки є довідково-пошуковий апарат бібліотеки, тобто сукупність традиційних та електронних довідкових та бібліографічних видань, бібліотечних каталогів і картотек. Фонд довідково-бібліографічних видань включає документи нормативного характеру (закони, укази, постанови тощо), енциклопедії, словники, довідники, бібліографічні посібники. Система бібліотечних каталогів і картотек складається з генерального алфавітного каталогу, читацьких алфавітного і систематичних каталогів, створених по ББК і ТБК. З 2018 року до каталогів застосовується система класифікації УДК.
З 1997 року наповнюється електронний каталог, який пропонує наступні бази даних:
- DLIB ;— БД Цифрова бібліотека сайту ОУНБ ім. Д. І. Чижевського;
- KNIGI — БД книг ОУНБ ім. Д. І. Чижевського;
- VIDEO — БД відеокасет ОУНБ;
- OUNBP- БД періодичних видань ОУНБ;
- INOST — БД відділу іноземних мов;
- INPRE — БД відділу іноземних мов;
- KINO — БД відео відділу іноземних мов;
- KRAY — БД краєзнавства;
- KPKK — БД регіональної періодики;
- ART — БД відділу мистецтв;
- MEDIA — Документи на нетрадиційних носіях інформації;
- NOTY — БД нотних партитур.

У локальній інформаційній мережі бібліотеки знаходиться 98 комп'ютерів; на веб сайті — понад 230 повнотекстових книг. Ведеться планомірне оцифрування рідкісних фондів бібліотеки — відповідно щомісячно зростає і кількість оцифрованих видань.

## Науково-методична діяльність
Діяльність бібліотеки у напрямку науково-методичної діяльності спрямована на удосконалення управління бібліотечною справою в регіоні, вивчення діяльності бібліотек з різних аспектів роботи, проведення соціологічних досліджень, організацію безперервної освіти фахівців бібліотек області, інформатизацію бібліотек шляхом подальшого розвитку інформаційно-ресурсних центрів, надання методичної та практичної допомоги. Відділ науково-методичної роботи і соціологічних досліджень готує різноманітні аналітичні матеріали з різних напрямків функціонування бібліотек. В зоні уваги відділу постійно знаходяться питання статистичного та фактичного аналізів основних показників і змісту роботи книгозбірень області. Це щорічні оглядово–інформаційні матеріали про діяльність бібліотек: «Публічні бібліотеки Кіровоградщини», в якому викладено не лише статистичні показники, а й подано характеристику ситуації, що склалась у бібліотеках області, висвітлено тенденції їх розвитку. А також видано уже 3 випуски «Бібліотечної орбіти Кіровоградщини».
За підсумками роботи бібліотек області щороку готуються короткі інформаційно — аналітичні матеріали по кожному регіону області. Проведено 1-й етап республіканського дослідження «Розподіл у регіонах книг, отриманих за Державною програмою розвитку та функціонування української мови на 2004—2010 роки».
Бібліотека брала участь в науковому вивченні бібліотечного фонду (наукове дослідження Національної парламентської бібліотеки України «Стан фондів публічних бібліотек України», розділ фонду «Суспільні науки» — Політика. Історія. Економіка. Право за хронологією, типами, видами, мовами). Дослідження проводилося на базі Новгородківської, Олександрійської районних, Кіровоградської міської централізованих бібліотечних систем.
Останні проведені соціологічні дослідження спрямовані на з'ясування читацької оцінки пошукових та інформаційних характеристик електронних ресурсів бібліотеки, визначення пріоритетів споживачів в обранні пошукових джерел «Інтернет очима користувачів», «Потреби і запити користувачів міського абонементу і ступінь їх задоволення фондом відділу» та ін.
Щорічно здійснюється безперервна освіта працівників бібліотек регіонів шляхом проведення семінарів, тренінгів, творчих лабораторій майстер-класів, практикумів як на базі обласної бібліотеки ім. Д. Чижевського, так і на базі бібліотек області.
З метою підтримки і розвитку діяльності сільських бібліотек області у 2010 році проведено обласний огляд-конкурс «Найкраща сільська бібліотека Кіровоградщини». За підсумками якого 29 вересня вперше за часів незалежності в області проведено зо вересня 2010 року в обласній філармонії відбувся обласний форум сільських бібліотекарів Кіровоградщини, метою якого стало привернення уваги місцевої влади, громадськості до проблем бібліотечної галузі села, висвітлити досягнення відзначити найкращих представників бібліотек, визначити пріоритети та перспективи розвитку.

## Проєктна діяльність
Проєктна діяльність бібліотеки є одним з напрямків роботи, який залучає позабюджетні джерела фінансування, надає додаткові можливості збільшення інформаційних і матеріальних ресурсів не тільки для ОУНБ імені Д. І. Чижевського, а й бібліотек області. Проєктну діяльність бібліотека здійснює з 1995 року. Яскравим прикладом історії успіху є реалізація проєкту «Мережа громадянської освіти» спільно з громадською організацією Обласна Інформаційна Служба з Актуальних Питань Жіноцтва (ОЖІС), який триває уже понад 10 років. Завдяки цьому проєкту були автоматизовані та забезпечені доступом до мережі Інтернет майже всі районні та міські бібліотеки області, а їх спеціалісти навчені працювати з комп'ютерною технікою та вести пошук інформації в мережі Інтернет. Все це спрямовано на підвищення якості та розширення спектра інформаційних послуг, які надають користувачам бібліотеки області.
Широкий резонанс в області отримав «Ярмарок соціальних ініціатив». У ньому взяли участь 17 інформаційно–ресурсних центрів, створених при центральних районних та міських бібліотеках Кіровоградської області. Ярмарок мав на меті виявлення найуспішніших соціальних ініціатив серед громадських організацій, установ, громадян регіонів області, спрямованих на вирішення суспільно важливих завдань, які вирішують місцеві громади власними зусиллями без залучення коштів місцевих бюджетів. Детальніше про проєкт «Мережа громадянської освіти» та загалом про діяльність обласної інформаційної служби з актуальних питань жіноцтва див. www.ozis.kr.ua
Одним із важливих і потужних був проект Європейської Комісії «Використання в культурі: місцеві заклади як посередники в організації доступу до електронних ресурсів» (скорочена назва (CALIMERA) утворена з перших букв кожного із слів повної назви). Проєкт фінансувався у рамках програми Технології Інформаційного Суспільства (IST) і діяв вісімнадцять місяців (2004—2005 рр). У проєкті брали участь 47 країн: повноправні та асоційовані члени Європейського Союзу, крім того, була передбачена участь Росії, України, Білорусі, Грузії та Казахстану.

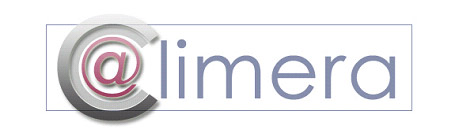
проєкт Європейської Комісії «Використання в культурі: місцеві заклади як посередники в організації доступу до електронних ресурсів»

Україна в цьому проєкті стала повноправною учасницею. Партнером від України була Обласна універсальна наукова бібліотека імені Д. І. Чижевського, яка очолювала групу фахівців, що представляли бібліотеки, музеї та архіви Кіровоградської області.
Стратегічна мета проєкту — організація доступу громадян до сучасних інформаційних послуг у будь-якій країні Європи шляхом координації дій закладів культури (бібліотек, музеїв, архівів), створення розвинених мереж та систем, за допомогою яких буде забезпечено використання баз даних знань і освіти. Ключовим елементом проєкту стало дослідження найкращого інноваційного досвіду, створення стабільної пан'європейської інфраструктури, яка акумулює та розповсюджує через мережу Інтернет оцифровану інформацію про культурну спадщину від локального до загальноєвропейського рівня.
Старт проєкту дала брифінгова зустріч, що проходила в столиці Європейського Союзу Брюсселі. Україну представляли Олена Гаращенко, директор ОУНБ. Всі учасники, а їх було близько 100, ознайомились з пріоритетами діяльності Європейського Союзу в бібліотечній, музейній та архівній справі, дізнались про роботу шостої рамкової програми — Frame Programme 6, скорочено FP6.
Протягом останніх двох років обласна універсальна наукова бібліотека активно працює У Всеукраїнській програмі «Бібліоміст» — партнерській роботі IREX (Рада міжнародних наукових досліджень та обмінів), USAID (Агентство США з міжнародного розвитку) та Міністерства культури і туризму України, на підтримку якої Фундація Білла та Мелінди Гейтс надала грант на суму 25 мільйонів доларів США. Основна мета програми «Бібліоміст» — допомогти бібліотекам ефективніше задовольняти потреби місцевих громад завдяки навчанню та використанню сучасних технологій, виконавши такі завдання: обладнати бібліотеки технікою, щоб члени громад отримали кращий доступ до інформації; навчити бібліотекарів користуватися новітніми технологіями, щоб краще обслуговувати відвідувачів; сприяти розвитку ресурсної бази бібліотечної асоціації для ефективнішого представлення інтересів бібліотек та бібліотекарів, заручитися державною підтримкою для визнання ключової ролі бібліотек в суспільстві. В рамках проєкту в ОУНБ створено регіональний тренінговий центр, який провадить активну роботу.

## Міжнародне співробітництво
Бібліотека здійснює широку міжнародну співпрацю в галузі бібліотечної справи, підтримує зв'язки з бібліотеками різних країн та міжнародними професійними організаціями.
Фахівці бібліотеки постійно беруть участь у роботі міжнародних конференцій, семінарів, проходили стажування на базі бібліотек Латвії, Німеччини, США, Польщі, Данії, Фінляндії та інших країн, а також щорічно проводять науково — практичні конференції в своїй бібліотеці.
Постійно дбаючи про високий рівень обслуговування користувачів, запровадження для них нових якісних послуг, працівниками бібліотеки було розроблено і реалізовано цілий ряд проєктів, які знайшли підтримку Міжнародного Фонду «Відродження», Корпусу Миру США, Канадського Фонду Співробітництва, відділу преси, освіти та культури Посольства США, Інституту Відкритого суспільства, ТЦК та інших благодійних організацій та фондів.
Для підвищення фахового рівня та в рамках ювілейних заходів у травні 2009 року була проведена Міжнародна науково — практична конференція «Бібліотека XXI століття: історія, трансформація, подолання стереотипів.» А у вересні 2010 року — Міжнародна науково — практична конференція «Миротворче значення бібліотеки у формуванні толерантності і духовності суспільства». Конференції пройшли на високому професійному рівні за участю наших польських партнерів з Дольношльонської публічної бібліотеки м. Вроцлава. За матеріалами доповідей видано збірки.
Міжнародне співробітництво сприяє розвитку місцевих бібліотек, оскільки дозволяє бібліотеці враховувати в своїй роботі тенденції світового розвитку, оцінювати свою діяльність, досягнення і свої проблеми в більш широкому контексті, в порівнянні з діяльністю інших бібліотек, рівнятися в своїй роботі на міжнародні стандарти.
Однією з останніх стали презентація та експонування протягом місяця виставки наших латвійських колег «Силуети Латвії». Відкриття виставки було присвячене Дню незалежності Латвії. Передував цьому дуже цікавий період підготовки. Працівники Центральної бібліотеки Риги Іріса Арайя та Гунта Озола обмінювались досвідом роботи з нашими колегами. Обмін досвідом був корисним для обох сторін. Така взаємодія дає поштовх для подальшої творчої співпраці, зародженню нових ідей, баченню з іншого боку своєї роботи.
Протягом всього періоду Бібліотека існувала різноманітно і динамічно: збирала і зберігала нашу духовну спадщину, слово і книгу, втілювала нові ідеї, розвивала нові технології, реалізовувала нові плани.
Діяльність Бібліотеки завжди була підпорядкована служінню громадянам, саме тому вона є успішною протягом всієї історії її існування, залишалася у всі часи сучасною, прогресивною, креативною, оптимістичною, а головне — потрібною людям.

## Дати в історії бібліотеки
| 1889….рік……                    | - перше звернення громадськості м. Єлисаветграда до міністерства внутрішніх справ з клопотанням про відкриття громадської бібліотеки |
| 1 січня 1897 року              | - звернення громадськості до міського голови О. М. Пашутіна про дозвіл на збори для затвердження статуту бібліотеки |
| 19 квітня 1897 року            | - перші загальні збори засновників громадської бібліотеки. Обрання дирекції бібліотеки |
| 17 липня 1897 року             | - затверджено статут Єлисаветградської громадської бібліотеки |
| 2 лютого (15 лютого) 1899 року | - відбулось відкриття громадської бібліотеки на розі вул. Інгульської та Двірцевої у вигляді кабінету для читання |
| 19 березня 1899 року           | - бібліотека розпочала видавати книги читачам додому |
| 1 вересня 1900 рік             | - відкриття бібліотеки в будинку С. К. Остроухова по вул. Великій Перспективній |
| 1904 рік                       | - створена комісія з виписки книг (комплектування) |
| 1909 рік                       | - прийняте рішення про будівництво приміщення для бібліотеки |
| 1911 рік                       | - прийняте рішення і розпочалася робота зі створення карткового каталогу для читачів |
| 1918 рік                       | - в місті створено книжковий склад на вулиці Двірцевій на виконання декрету від 29 листопада 1918 р. «Про порядок реквізиції бібліотек, книжкових складів і книг взагалі» |
| 1919 рік                       | - в м. Єлисаветграді створено повітовий відділ народної освіти |
| 1 березня 1920 року            | - відкрита Єлисаветградська центральна бібліотека на вулиці Декабристів — на посаду завідувача центральної бібліотеки призначено Якова Ілліча Любарського |
| 1921 рік                       | - при губернських відділах народної освіти створюються губернські обліково-розподільні комісії (Гурки) |
| 1922 рік                       | - прийняте «Положення про єдину бібліотечну мережу республіки», де офіційно затверджена єдина мережа бібліотек, її задачі, типи за адміністративно-територіальним устроєм — бібліотека почала отримувати обов'язковий примірник |
| 1923 рік                       | - бібліотеці дозволяється продавати дублетні видання, кошти від їх реалізації використовувати на комплектування новою літературою — бібліотека у зв'язку з реорганізацією Єлисаветградського повіту в Єлисаветградський округ отримує назву Єлисаветградська округова центральна бібліотека |
| 1924 рік                       | - Єлисаветград перейменовано на Зінов'євськ. Бібліотека носить назву Зінов'євська округова бібліотека |
| 9 червня 1926 року             | - згідно з наказом Зінов'євського окружного виконавчого комітету Ради робітничих, селянських та Червоноармійських депутатів від 4.06.1926 р. за № 5153 книгозбірні присвоєна назва Округової центральної бібліотеки імені Н. К. Крупської |
| 1929 рік                       | - прийнята постанова ЦК ВКП(б) «Про покращення бібліотечної роботи» (30 жовтня 1929 р.), на її виконання розгортається «бібліотечний похід», який передбачає, крім «чистки фондів», репресивні акції, спрямовані проти бібліотекарів, так званих «ворогів народу» |
| 1932 рік                       | - в бібліотеці створено міжбібліотечний абонемент |
| 1937 рік                       | - бібліотека носила назву: Одеська обласна міська центральна бібліотека ім. Н. К. Крупської м. Кірово |
| 1939 рік                       | - Указом Президії Верховної Ради СРСР від 10 січня 1939 р. утворена Кіровоградська область, а м. Кірово перейменовано на Кіровоград Центральна міська бібліотека починає виконувати функції обласної та одержує назву Кіровоградська обласна бібліотека ім. Н. К. Крупської |
| 5 серпня 1941 року             | - німецькі війська окупували м. Кіровоград |
| 1941 рік                       | - обов'язки завідувачки бібліотеки виконувала Косовська Інна Сергіївна |
| 1 січня 1942 року              | - директором бібліотеки призначено Євгена Бєлінського |
| 8 січня 1944 року              | - м. Кіровоград звільнено від німецько-фашистських окупантів |
| 15 січня 1944 року             | - наказом № 1 по обласній бібліотеці ім. Н. К. Крупської на посаду директора призначено Косовську Інну Сергіївну |
| 1 травня 1944 р.               | - бібліотека відкрила свої двері для читачів |
| 1945 рік                       | - створено відділ культурно-освітньої роботи |
| 1946 рік                       | - бібліотека одержала першу допомогу від держфонду (м. Москва) 5631 примірників книг |
| березень 1947 року             | - вийшла постанова Ради Міністрів УРСР «Про заходи до зміцнення районних і сільських бібліотек» |
| 1947 рік                       | - вийшла постанова бюро обкому КП(б)У «Про закріплення кадрів культосвітніх установ» |
| липень 1947 року               | - на зміну директору бібліотеки О.Петренку приходить О.Соловйов |
| 1948 рік                       | - бібліотека бере участь у соцзмаганні з Полтавською та Одеською бібліотеками |
| 1949 рік                       | - бібліотека була позбавлена обов"язкового примірника |
| З березня 1950 року            | - на основі розпорядження Ради Міністрів УРСР за № 1490 від 3.12.1947 р. при обласній бібліотеці відкриті 11-місячні курси з підготовки бібліотекарів для районних бібліотек |
| 1951 рік                       | - поновилося надходження безкоштовного всесоюзного обов"язкового примірника |
| 1952 рік                       | - затверджено учнівство при обласній бібліотеці ім. Н.Крупської для підготовки бібліотекарів сільських бібліотек |
| З 10 серпня 1955 року          | - наказом управління культури директором бібліотеки ім. Н. К. Крупської призначена Наливайко Є. І. |
| З 10 червня 1957 року          | - при Кіровоградській обласній бібліотеці ім. Н. К. Крупської почав працювати патентний відділ |
| У 1959 році                    | - 284 бібліотеки області перейшли на нову форму обслуговування — відкритий доступ |
| У 1960 році                    | - у зв'язку з переходом на нову схему класифікації книг розпочата перебудова систематичного каталогу |
| З 18 травня 1960 року          | - наказом директора бібліотеки відмінено збирання застави за книги з читачів обласної бібліотеки ім. Н. К. Крупської |
| З січня 1962 року              | - бібліотека запровадила обслуговування читачів за єдиним читацьким квитком |
| З 1 березня 1962 року          | - відділ МБА і ЗА відокремлений від відділу книгосховища в самостійний |
| У 1965 році                    | - при обласній бібліотеці ім. Н. К. Крупської закрито «спецфонд» |
| 1973 рік                       | - відбулися структурні зміни — відкрито відділ іноземної літератури. Завідувачкою відділу було призначено Янчукову Еллу Михайлівну (з 1978 — Гончарову Л. М.) |
| 1976 рік                       | - відбулись зміни у керівництві. Директором бібліотеки до 1976 року був Півняк Петро Мефодійович, а з 1976 по 1983 рік — Бабенко Марія Федорівна |
| 1978 рік                       | - відкриті 2 нові структурні підрозділи — відділ мистецтв, який очолила Янчукова Е. М., та сектор інформації з питань культури |
| 1979 рік                       | - бібліотека відзначила 110-річчя радянської політичної, партійної та культурної діячки, чиїм ім'ям названо бібліотеку — Н. К. Крупської — у цьому ж році відділ мистецтв здійснив на телебаченні показ мистецького журналу «Джерела», у 12 передачах якого пропагувалась література з питань мистецтва, творчість видатних діячів краю, мистецькі колективи області |
| 1980 рік                       | - впроваджено додаткові платні послуги — започатковано кіноклуб «Екран» |
| 1982 рік                       | - переїзд у нове приміщення по вул. Карла Маркса, 24 |
| 1982 рік лютий                 | - директором бібліотеки призначено Демещенко Л. І. |
| 1983 рік                       | - започатковані постійні виставки живопису кіровоградських художників |
| 1984 рік                       | - відкрито кімнату радянсько-болгарської дружби |
| 1985 рік                       | - відкрито зал нових надходжень — на виконання постанови ЦК КПРС «Про заходи по запобіганню п'янства і алкоголізму» розгорнута широка пропаганда літератури про тверезий спосіб життя |
| 1987 рік                       | - перехід фондів і каталогів на таблиці Бібліотечно-бібліографічної класифікації (ББК) |
| 1988 рік                       | - перші виставки дореволюційних видань з фонду бібліотеки |
| 1991 рік                       | - розпався Радянський Союз |
| 1991 рік січень                | - створено відділ краєзнавчої літератури та рідкісної книги |
| 1991 рік серпень               | - участь у сесії ІФЛА (Л.Демещенко) |
| 1991 рік                       | - прийнято «Комплексну Програму розвитку культури області на 1991—1995 рр.» |
| 1993 рік березень              | - бібліотеці присвоєно ім'я Д. І. Чижевського |
| 1993 рік жовтень               | - відновлено діяльність клубу «Перевесло» |
| 1994 рік                       | - бібліотеці передано книги з колекції О. Б. Ільїна |
| 1994 рік квітень               | - відзначено 100-річчя від дня народження Д. І. Чижевського |
| 1994 рік липень                | - директору бібліотеки Л. Демещенко присвоєно звання «Заслужений працівник культури України» |
| 1995 рік                       | - вперше бібліотечний проєкт О.Гаращенко «Мова — спілкування без кордонів» підтримано Міжнародним Фондом «Відродження» |
| 1995 рік                       | - бібліотека стала членом Міжнародної бібліотечної асоціації |
| 1996 рік                       | - вперше переведено систему автоматизації бібліотек ІРБІС українською мовою |
| 1996 рік червень               | - працівники бібліотеки вперше взяли участь у III Міжнародній конференції «Бібліотеки і асоціації в світі, що змінюється: новітні технології і нові форми співробітництва» «КРИМ-96» |
| 1997 рік                       | - створено відділ маркетингу, реклами та координації масової роботи |
| 1997 рік                       | - введено автоматизовані технології обробки та опису документів |
| 1997 рік березень              | - розпочато роботу зі створення електронного каталогу бібліотеки |
| 1998 рік                       | - створено літературний клуб «Євшан» |
| 1998 рік серпень               | - директором бібліотеки призначено Гаращенко О. М. |
| 1998 рік                       | - два проєкти Волохіна О. та Ященко Д. з модернізації локальної комп'ютерної мережі бібліотеки одержали гранти від Міжнародного фонду «Відродження» та фонду «Відкритого суспільства»(м. Будапешт) |
| 1998 рік                       | - створено Web — сайт бібліотеки http://www.library.kr.ua/ |
| 1998 рік                       | - заснування бібліотечної премії ім. Д.Чижевського |
| 1999 рік лютий                 | - відзначення 100-річчя від заснування бібліотеки, проведення міжнародної конференції «Бібліотека на рубежі століть» |
| 1999 рік                       | - бібліотека стала учасником міжнародного мегапроєкту «Пушкінська бібліотека» до 200-річчя від дня народження О. С. Пушкіна |
| 1999 рік                       | - вперше в Україні відкрито безкоштовний відеоабонемент у відділі мистецтв |
| 1999 рік                       | - вперше передплачено повнотекстові електронні бази даних «EBSCO» та «SHPRINGER» |
| 2000 рік                       | - за підтримки Міжнародного фонду «Відродження» створено Електронний Музей Книги — прийняття «Програми збереження бібліотечних та архівних фондів Кіровоградської області на 2000—2005 роки» — вийшло розпорядження голови облдержадміністрації «Про забезпечення Кіровоградської ОУНБ ім. Д. І. Чижевського обов'язковим безоплатним примірником документів, що виготовляються на території області» — розпочато електронну бази даних «Краєзнавство» — створення онлайнового центру кооперативної каталогізації для бібліотек України (ЦУКК) — відкриття інформаційного куточка Британської Ради в Україні «British Corner» |
| 2001 рік                       | - розпочато нові електронні бази даних «Нотні партитури», «Документи на нетрадиційних носіях» — реалізація проєкту Посольства США в Україні інформаційно-ресурсний центр «Вікно в Америку» — участь у мегапроєкті «Пушкинская Библиотека» — відкриття інформаційного центру з питань краєзнавства «Портал Кіровоградщина» |
| 2002 рік                       | - спорудження пандуса для користувачів з особливими потребами — розпочато роботу юридичної приймальні для населення — закінчено систематизацію, предметизацію та бібліографічний опис творів друку з колекції Ільїна (російською і українською мовами) — нагородження колективу ОУНБ Почесною Грамотою Кабінету Міністрів України за активну роботу із збереження і популяризації української та всесвітньої літературної спадщини |
| 2003 рік                       | - директор бібліотеки Гаращенко О. М. нагороджена Подякою Кабінету Міністрів України за вагомий внесок у розвиток української культури, високу професійну майстерність та відзнакою «Найкращий директор обласної універсальної бібліотеки» 2003 року — відкрито новий підрозділ сайту «Хроніка культурного життя Кіровоградщини» — вперше створено та презентовано компакт-диск «З історії Центральної України»: Цифрові книги" — відкрито Інтернет-центр за проєктом Посольства США в Україні «Інтернет для читачів публічних бібліотек (LEAP)» — візит з обміном досвідом колеги з бібліотеки Квінсу (Нью-Йорк) Івон Хофт — участь О. Гаращенко в розширеній колегії Міністерства культури і мистецтв України — організація і проведення Всеукраїнської науково-практичної конференції «Електронні ресурси бібліотек» |
| 2004 рік                       | - 105-річчя з дня заснування ОУНБ — 110-річчя з дня народження Д. І. Чижевського — засновано wap-сайт бібліотеки — відкриття нової електронні бази даних «База даних відеоресурсів» відділу документів іноземними мовами — відкрито новий розділ вебсайту «Архів Дмитра Івановича Чижевського» — заступник директора Животовська В. Г. нагороджена дипломом федерації профспілок області «За високу професійну майстерність» — участь у проєкті Європейської Комісії «CALIMERA»: «Використання в культурі: місцеві заклади як посередники в організації доступу до електронних ресурсів» |
| 2005 рік                       | - приєднання до об'єднаної довідкової служби бібліотек України, яка виконує віртуальні бібліографічні довідки в режимі он-лайн — створення регіонального інформаційного порталу «Кіровоградщина» — виставка та створення компакт-диску «Автограф війни» до 60-ї річниці Перемоги — директору бібліотеки Гаращенко О. М. присвоєно звання «Заслужений працівник культури України» |
| 2006 рік                       | - відкриття читального залу для наукових працівників — презентація виставки та створення компакт диску «Абрис Якова Паученка» до 140-ї річниці від дня народження. — відкриття Центру Європейської інформації — створення нового підрозділу Сайту бібліотеки, присвячений життю і творчості Івана Франка — реалізація проєкту «У гармонії з природою», підтриманого фондом ім. С. Баторія на конкурсі «Вирішення локальних проблем територіальної громади» |
| 2007 рік                       | - організація та проведення загальнобібліотечного конкурсу книжкових виставок — організація і презентація міжнародної виставки «Силуети Латвії» — участь у Всеукраїнській науково–практичній конференції «Екологічні проблеми сучасності» — відкриття «Гендерного центру» — реалізація проєкту «Функціональні обмеження не обмежують наші права» — створення Кіровоградського Регіонального Кооперативного Каталогу (КРКК) |
| 2008 рік                       | - відкриття Канадсько-Українського бібліотечного центру — запроваджено безкоштовний бездротовий Інтернет-зв"язок за технологією Wi-Fi — участь у міжнародному проєкті «Глобальні бібліотеки» |
| 2009 рік                       | - 110-річчя ОУНБ ім. Д. І. Чижевського — перша Міжнародна науково-практична конференція «Бібліотека XXI століття: історія трансформація, подолання стереотипів» |
| 2010 рік                       | - відкриття Польського культурного центру — відкриття регіонального тренінгового центру за Всеукраїнською програмою «Бібліоміст» — перший обласний форум сільських бібліотек Кіровоградщини — ІІ Міжнародна науково-практична конференція «Миротворче значення бібліотеки у формуванні толерантності і духовності суспільства» |
| 2011 рік                       | - Науково-практична конференція «В майбутнє — разом з бібліотекою: роль бібліотек у соціокультурній інфраструктурі регіону» — З нагоди 20-ї річниці незалежності України колектив бібліотеки нагороджений найвагомішою почесною відзнакою області — «Честь і слава Кіровоградщини» — Директор бібліотеки О. Гаращенко отримала державну нагороду — Кавалер Ордена княгині Ольги III ступеня (2011) |